# الدوري الفنلندي الممتاز 2013
الدوري الفنلندي الممتاز 2013 (بالفنلندية: Veikkausliigan kausi 2013)‏ هو موسم من الدوري الفنلندي الممتاز. شارك فيه  12 فريقاً، وفاز فيه نادي هلسنكي.